# Exultet-Rolle

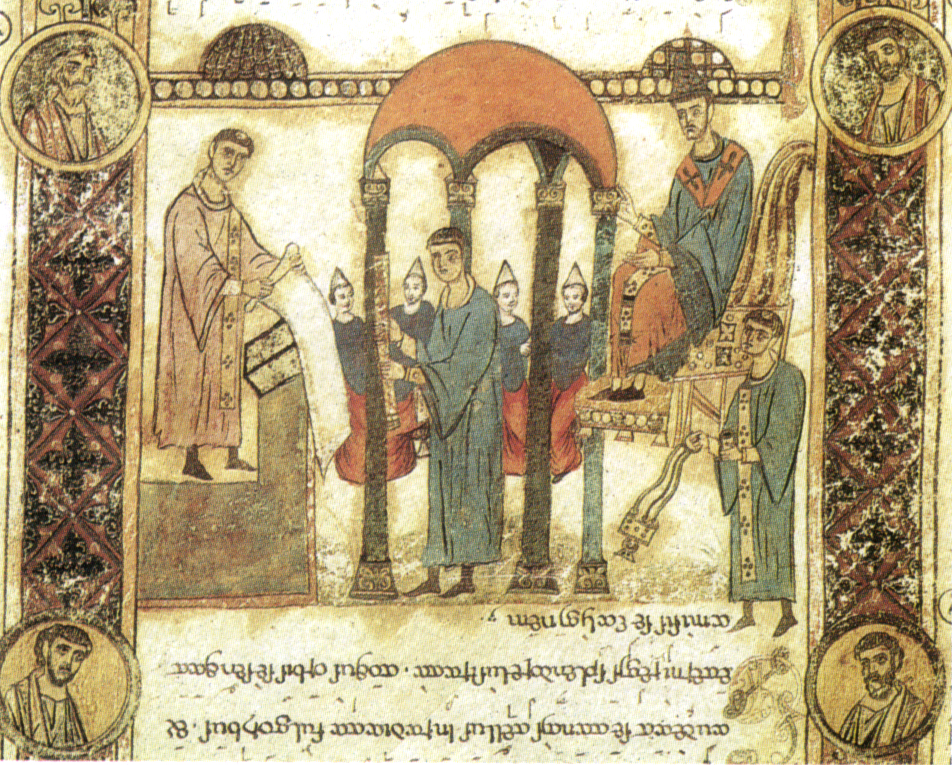
Aus der Exultetrolle des Kapitelarchivs in Bari, 11. Jahrhundert.

Exsultet-Rollen sind im Mittelalter entstandene Schriftrollen mit Text und Melodie des Exsultet (historische Schreibweise „Exultet“).

## Herkunft
Die Exsultet-Rollen aus Süditalien sind zwischen dem 10. und 13. Jahrhundert entstanden, als älteste erhaltene gilt der Codex Vat. Lat. 9820, der in Benevent vermutlich zwischen 985 und 987 geschaffen wurde. Die Rollen wurden in Benediktinerklöstern, vor allem in Montecassino, geschrieben und illustriert. Eigentlich sind sie anachronistische Erscheinungen, denn bereits seit Ende des 4. Jahrhunderts wurden Bücher nicht mehr auf Rollen, sondern als Codices angefertigt. Der Codex erwies sich in vielerlei Hinsicht als praktischer und eignete sich besser, kulturelles Erbe in geschriebener Form zu tradieren. Im Unterschied zu den Thorarollen werden Exsultet-Rollen nicht von rechts nach links, sondern von oben nach unten vom Ambo aus ausgerollt. Diese Rollen können also als eine Einheit erfasst werden. Sie bieten im Unterschied zum Codex eine gesteigerte Möglichkeit der Anordnung, eine theologisch durchdachte Betonung von Vorher und Nachher. Bilder illustrieren den Text des Exsultet. Einige Erweiterungen wie z. B. Szenen aus dem Leben Jesu oder sogar Krippenbilder zum Lob der Biene weisen eindeutig auf den Einfluss der Theologie der Kirchenväter hin. In vielen Rollen stehen die Bilder auf dem Kopf, damit die Gläubigen die Bilder in der richtigen Richtung betrachten können, wenn während des vorgetragenen Gesanges die Rolle entrollt wird.

## Text und Melodie
Die Rollen Süditaliens kennen zwei verschiedene Fassungen des Osterlobpreises: die gallikanische und die beneventanische. Texte und Melodien unterscheiden sich teils sehr voneinander.

## Einsatz in der Liturgie

Moderne Exultet-Rolle aus der Abtei Mariendonk

Die Feierlichkeit der Liturgie der Osternacht wird durch den Einsatz einer solchen Rolle noch erhöht. Die liturgische Situation ist auf dem nebenstehenden Bild der Rolle von Bari zu sehen. Auf dem Ambo links steht der Diakon mit der Rolle; am rechten Rand sitzt erhöht der Bischof auf der Kathedra; im Zentrum des Bilds, unter dem Baldachin, hält ein Kleriker die Osterkerze, welcher der Lobpreis gilt; rechts schwenkt ein Thuriferar das Weihrauchfass. Der auf dem Kopf stehende Text, der zweite Satz des Exsultet, lautet Gaudeat se tantis tellus inradiata fulgoribus et aeterni regis splendore lustrata, totius orbis se sentiat amisisse caliginem. Über den Vokalen sind die Neumen zu erkennen als Notenzeichen für den vortragenden Sänger. Wenn man davon ausgeht, dass beim Vortrag eines Textabschnitts das jeweils dazu gehörige Bild bereits sichtbar abgerollt ist, dann muss der Text über dem Bild stehen. Auf das Bild hier bezieht sich also erst der ihm folgende Text, von dem nur die Neumen über seiner ersten Zeile zu sehen sind.
Man darf aber auch den praktischen Zweck nicht übersehen. Die Illustration des nur einmal im Jahr zu hörenden lateinischen Textes ist für das Verständnis hilfreich. Auch lädt die prächtige Architektur der Ambonen der Kirchen Roms und Süditaliens gerade dazu ein, solche Prachtstücke zu benützen. Jede Rolle ist ein höchst eigenständiges Werk, dennoch sind gemeinsame, vor allem byzantinische Einflüsse erkennbar. In kunstgeschichtlicher und paläographischer Hinsicht wurden diese Rollen bereits ausführlich untersucht, in theologischer Hinsicht dagegen wurden sie bis jetzt wenig beachtet.

## Exultet-Rollen heute
Heute werden einzelne Rollen auf Elefantenhautpapier mit gedrucktem Text und Notenbild, aber per Hand gemalt in der Abtei Mariendonk (Niederrhein) in dieser Tradition angefertigt.